# And Now the Legacy Begins
And Now the Legacy Begins („Und jetzt beginnt das Vermächtnis“) ist das Debütalbum des kanadischen Hip-Hop-Duos Dream Warriors. Es erschien am 23. April 1991 bei dem Label Island Records. Das Album wird als eine der besten Alternative-Hip-Hop-Platten des Golden Age of Hip-Hop betrachtet und wurde in Kanada und international ein großer Erfolg.

## Singles
My Definition of a Boombastic Jazz Style, die erfolgreichste Single-Auskopplung des Albums, enthielt Samples des Stücks „Soul Bossa Nova“ von Quincy Jones – welches kanadischen Zuschauern als langjährige Titelmelodie der Gameshow Definition bekannt war. Das Stück wurde in Kanada und Europa ein Top-20-Hit und gewann 1992 einen Juno Award in der Kategorie Rap-Aufnahme des Jahres. Weitere bemerkenswerte Singles waren Wash Your Face in My Sink und Ludi.

## Titelliste
| #   | Titel                                      | Produzent(en)     | Länge |
| --- | ------------------------------------------ | ----------------- | ----- |
| 1.  | Mr. Bubbunut Spills His Guts               | Dream Warriors    | 0:16  |
| 2.  | My Definition of a Boombastic Jazz Style   | Dream Warriors    | 4:17  |
| 3.  | Follow Me Not                              | Split Personality | 3:02  |
| 4.  | Ludi                                       | Dream Warriors    | 3:03  |
| 5.  | U Never Know a Good Thing Till You Lose It | Dream Warriors    | 4:04  |
| 6.  | And Now the Legacy Begins                  | Krush and Skad    | 3:08  |
| 7.  | Tune from the Missing Channel              | Dream Warriors    | 4:30  |
| 8.  | Wash Your Face in My Sink                  | Dream Warriors    | 3:37  |
| 9.  | Voyage Through the Multiverse              | Ron Nelson        | 6:14  |
| 10. | U Could Get Arrested                       | Split Personality | 3:19  |
| 11. | Journey On                                 | Ron Nelson        | 4:38  |
| 12. | Face in the Basin                          | Dream Warriors    | 3:44  |
| 13. | Do Not Feed the Alligators                 | Split Personality | 3:35  |
| 14. | Twelve Sided Dice                          | Dream Warriors    | 4:25  |
| 15. | Maximum 60 Lost in a Dream                 | Maximum 60        | 0:03  |
| 16. | Answer for the Owl                         | Dream Warriors    | 3:20  |

## Verwendete Samples
- „My Definition of a Boombastic Jazz Style“ – enthält Samples aus „Soul Bossa Nova“ von Quincy Jones
- „Ludi“ – enthält ein Sample aus „My Conversation“ von Slim Smith & The Uniques
- „U Never Know a Good Thing Till You Lose It“ – enthält ein Sample aus „Sing a Happy Song“ von War
- „And Now the Legacy Begins“ – enthält Samples aus „Shine Your Light“ von The Graingers und „Genius of Love“ von Tom Tom Club
- „Wash Your Face in My Sink“ – enthält ein Sample von „Hang on Sloopy“ von Count Basie
- „Face in the Basin“ – enthält Samples aus „Think (About It)“ von Lyn Collins und „Funky Stuff“ von Kool & the Gang
- „Twelve Sided Dice“ – enthält ein Sample von „Riding High“ von Faze-O
- „Answer for the Owl“ – enthält ein Sample von „Just Kissed My Baby“ von The Meters

## Rezeption
Das Album erhielt von der Kritik großen Beifall. Die Zeitschrift Spin empfahl das Album und lobte die to „betäubenden, fast nahtlosen Sampling-getriebenen Tracks“. Allmusic bewertete das Album mit 4½ von 5 Sternen und bemerkte, dass das Duo mit vielfältig inspirierten Samples und Groves aufwarte, von Jazz bis hin zu härteren Beats, mit Stil und Können. Es erreichte in den UK Album Charts Platz 18 und in Kanada Platz 34. Es wurde dort mit der gold certification der Canadian Recording Industry Association ausgezeichnet. Weltweit wurden über 800.000 Exemplare verkauft

## Auszeichnungen
| Veröffentlichung     | Land                   | Auszeichnung                               | Jahr | Platzierung |
| -------------------- | ---------------------- | ------------------------------------------ | ---- | ----------- |
| Eye Weekly           | Kanada                 | Canadian Critics Poll – Albums of the Year | 1991 | 25          |
| The Face             | Vereinigtes Königreich | Albums of the Year                         | 1991 | 13          |
| Melody Maker         | Vereinigtes Königreich | Albums of the Year                         | 1991 | 26          |
| Musik Express/Sounds | Deutschland            | Albums of the Year                         | 1991 | 20          |
| New Musical Express  | Vereinigtes Königreich | Albums of the Year                         | 1991 | 18          |
| Q                    | Vereinigtes Königreich | Albums of the Year                         | 1991 | *           |
| Rock de Lux          | Spanien                | Albums of the Year                         | 1991 | 3           |
| RoRoRo Rock-Lexicon  | Deutschland            | Most Recommended Albums                    | 2003 | *           |
| Vox                  | Vereinigtes Königreich | Albums of the Year                         | 1991 | *           |

(*) keine Reihenfolge der Platzierungen festgelegt

## Produktion
- Pete Ashworth – Fotografie
- Dream Warriors – Produzent, Mixing
- K. Emmanuel & H. West (Krush & Skad) – Produzenten
- Richard „Maximum 60“ Rodwell – Produzent, Toningenieur, Abmischung
- Ron Nelson – Produzent, Toningenieur
- Andrew „Split Personality“ Gooden – Produzent, Abmischung
- Swifty – künstlerische Gestaltung
- Wrighty – künstlerische Gestaltung